# Демешко, Александр Игоревич
Алекса́ндр И́горевич Деме́шко (бел. Аляксандр Ігаравіч Дзямешка; 7 ноября 1986, Брест) — белорусский футболист, нападающий.

## Клубная карьера
Воспитанник брестской СДЮШОР-5, с 2003 года стал проходить в дубль местного «Динамо», а уже в 2005 году дебютировал в основной команде. Наиболее успешным сезоном в «Динамо» стал 2007, когда Демешко 17 раз появился на поле в чемпионате и отличился голом, а также вместе с командой выиграл Кубок Белоруссии. Позже выступал преимущественно только за дубль, так и не сумев закрепиться в основе «динамовцев».
Сезон 2010 начал в составе «Гранита», который по итогам чемпионата 2009 потерял место в Высшей лиге. Защищал цвета микашевичского клуба в течение двух сезонов, сумел прочно закрепиться в основе «Гранита».
В феврале 2012 года перешёл в «Городею». Дважды вместе с «сахарными» занимал второе место в Первой лиге, однако клуб так и не смог выйти в элитный дивизион, уступая в стыковых матчах. В сезоне 2014 прочно появлялся в стартовом составе, но клуб занял лишь 6-е место в Первой лиге.
В январе 2015 года находился на просмотре в брестском «Динамо». В результате, начал сезон 2015 в составе родного клуба. Закрепившись в основе, выступал на позиции центрального нападающего. В январе 2016 года находился на просмотре в польской «Погони», но безуспешно. В марте подписал новый контракт с «Динамо». Стал капитаном команды, в первой половине сезона 2016 был основным нападающим, однако летом потерял место в стартовом составе и стал преимущественно выходить на замену. В сезоне 2017 сыграл лишь в одном матче.
В июле 2017 года завершил карьеру игрока и перешёл на работу тренера в академии «Динамо-Брест».
В начале 2018 года присоединился к фарм-клубу динамовцев — брестскому «Руху», в состав которого был заявлен на сезон 2018 в качестве игрока. Помог команде одержать победу во Второй лиге. Одновременно был старшим тренером команды, и после сезона сконцентрировался на тренерской деятельности.
В начале 2021 года как любитель начал выступать за «Брестжилстрой» во Второй лиге.

## Достижения
- Обладатель Кубка Белоруссии: 2006/07, 2016/17
- Чемпион Второй лиги Белоруссии: 2018

## Статистика
| Сезон    | Дивизион | Клуб                | Страна                    | Матчи | Голы |
| -------- | -------- | ------------------- | ------------------------- | ----- | ---- |
| 2003     | дубль    | Динамо (Брест)      | Флаг Беларуси (1995—2012) | 17    | 3    |
| 2004     | дубль    | Динамо (Брест)      | Флаг Беларуси (1995—2012) | 25    | 0    |
| 2005     | Д1       | Динамо (Брест)      | Флаг Беларуси (1995—2012) | 1     | 0    |
| 2006     | Д1       | Динамо (Брест)      | Флаг Беларуси (1995—2012) | 1     | 0    |
| 2007     | Д1       | Динамо (Брест)      | Флаг Беларуси (1995—2012) | 17    | 1    |
| 2008     | Д1       | Динамо (Брест)      | Флаг Беларуси (1995—2012) | 8     | 0    |
| 2009     | Д1       | Динамо (Брест)      | Флаг Беларуси (1995—2012) | 3     | 0    |
| 2010     | Д2       | Гранит (Микашевичи) | Флаг Беларуси (1995—2012) | 29    | 5    |
| 2011     | Д2       | Гранит (Микашевичи) | Флаг Беларуси (1995—2012) | 28    | 2    |
| 2012     | Д2       | Городея             | Флаг Беларуси             | 23    | 4    |
| 2013     | Д2       | Городея             | Флаг Беларуси             | 20    | 3    |
| 2014     | Д2       | Городея             | Флаг Беларуси             | 25    | 1    |
| 2015     | Д1       | Динамо-Брест        | Флаг Беларуси             | 25    | 0    |
| 2016     | Д1       | Динамо-Брест        | Флаг Беларуси             | 23    | 6    |
| 2017 (1) | Д1       | Динамо-Брест        | Флаг Беларуси             | 1     | 0    |
| 2018     | Д3       | Рух (Брест)         | Флаг Беларуси             | 22    | 3    |